# Nigel Codrington
Nigel Codrington (* 5. Juli 1979 in Georgetown) ist ein ehemaliger guyanischer Fußballspieler auf der Position eines Stürmers. Er war zuletzt für Alpha United FC und die Guyanische Fußballnationalmannschaft aktiv.

## Karriere

### Verein
Codrington begann seine fußballerische Laufbahn im Jahr 1999, in seiner Guyanischen Heimatstadt Georgetown im Kader des Camptown FC. Einen Titel konnte er mit den Verein jedoch nicht gewinnen. Im Juli 2003 verließ er seine südamerikanische Heimat in Richtung Barbados und schloss sich dort den Erstligisten Notre Dame SC an. Hier erreichte er in seiner Debütsaison den 3. Platz in der nationalen Meisterschaft. Ein Jahr später wurde Codrington an der Seite von Romell Brathwaite, John Parris und Torjäger Llewellyn Riley erstmals barbadischer Meister. Auch im Pokalfinale gegen den Stadtrivalen Silver Sands FC setzte er sich mit der Mannschaft mit 3:2 durch und gewann dadurch auch sein erstes Double. Nach dem Ende der Saison verließ er den Verein in Richtung Trinidad und Tobago und schloss sich dort den Kader des San Juan Jabloteh in der erstklassigen TT Pro League an. Hier wurde Codrington 2005 trinidadischer Vizemeister und gewann gegen die Mannschaft des Defence Force FC (2:1) auch den nationalen Pokal. Nach nur einem Jahr wechselte er innerhalb der Liga zum Verein Caledonia AIA, wo er am Ende der Saison den vierten Platz in der Meisterschaft belegte. Nach einer kurzen Station im Kader des unterklassigen amerikanischen Verein Cleveland City Stars, kehrte er im Januar 2008 zu Caledonia AIA zurück und wurde erneut trinidadischer Pokalsieger. 2009 verließ Codrington den Verein erneut und kehrte nach Südamerika zurück, wo er sich seinen Heimatverein Camptown FC anschloss. Hier platzierte er sich mit der Mannschaft auf den dritten Platz der nationalen Meisterschaft und gewann erstmalig auch den Namilco Cup. Nach zwei Jahren wechselte er im Juli 2011 innerhalb der Liga zum Stadtrivalen Alpha United FC. Hier gewann Codrington im Jahr 2012 an der Seite von Dwain Jacobs, Ronson Williams und Torjäger Anthony Abrams die guyanische Meisterschaft und den Banks Beer Knockout Cup. Nach dem Ende der Saison beendete er seine aktive Karriere.

### Nationalmannschaft
Sein Debüt für die Guyanische Fußballnationalmannschaft gab Codrington am 20. Februar 2010 im Rahmen eines Freundschaftsspiels gegen die Auswahl des karibischen Inselstaates Barbados (2:2). Hier erzielte er auch sein erstes Länderspieltor. Er nahm an Qualifikationsspielen zur Fußball-Weltmeisterschaft (2006, 2010), zum CONCACAF Gold Cup (2007, 2009, 2011) und der Karibikmeisterschaft (2007, 2008, 2010) teil, konnte jedoch keine nennenswerten Erfolge erzielen. 2006 verhalf der Stürmer seiner Mannschaft mit sieben Toren in sechs Qualifikationsspielen zu ihrer zweiten Teilnahme an einer Karibikmeisterschaft nach der Premiere im Jahr 1991. Im Spiel gegen die Auswahl von Guadeloupe bei der Endrunde 2007, erzielte er drei Treffer, darunter das Siegtor in der 81. Minute zum 4:3. Dieser Sieg reichte jedoch nicht zum Überstehen der Vorrunde. Mit 11 Turniertoren aus Qualifikation und Endrunde war Codrington bester Torschütze des Wettbewerbs. Auch in den beiden Qualifikationsspielen für die Weltmeisterschaft 2010 im Jahr 2008 erzielte Codrington das einzige Tor für die Golden Jaguars. Doch nach einer 0:1- und einer 1:2-Niederlage gegen die Mannschaft aus Surinam scheiterte die Nationalmannschaft wie 2004 bereits an ihrem ersten Gegner. Seinen letzten Einsatz im Trikot von Guyana absolvierte er am 1. Dezember 2010 im Rahmen der Karibikmeisterschaft 2010 gegen die Mannschaft des karibischen Inselstaates Jamaika. Mit 18 Toren in 26 Länderspieleinsätzen ist Codrington Rekordtorschütze der guyanischen Fußballnationalmannschaft.

### Erfolge
Verein
- Barbadischer Meister: 2004
- Barbadischer Pokalsieger: 2004
- Trinidadischer Pokalsieger: 2005, 2008
- Namilco Cup: 2009
- Banks Beer Knockout Cup: 2011
- Guyanischer Meister: 2012